# Родолфо Дантас Біспо
Родо́лфо Да́нтас Бі́спо (порт. Rodolfo Dantas Bispo; 23 жовтня 1982, Сантус, Сан-Паулу, Бразилія) — бразильський футболіст, центральний захисник російського клубу ««Ахмат»».

## Клубна кар'єра

### «Флуміненсе»
Почав займатися футболом у клубі «Сан-Бенту». Незважаючи на те, що Родолфо народився в штаті Сан-Паулу, першим професійним клубом став «Флуміненсе» зі штату Ріо-де-Жанейро. За словами бразильського захисника, важливу роль у його долі зіграв один з найкращих форвардів світу 90-х Ромаріо, з яким вони разом виступали за «Флуміненсе». Зірковий нападник взяв юного захисника під свою опіку, часом довіряючи йому — 19-річному хлопцеві — капітанську пов'язку.

### «Динамо» (Київ)
У 2004—2006 роках грав за київське «Динамо». Наставник біло-блакитних Йожеф Сабо регулярно випускав Родольфо в центрі захисту. При пробитті штрафних з дистанції до тридцяти метрів до м'яча традиційно підходив Руді. Кілька його прекрасних ударів стали окрасою спортивних передач. А один з голів був і зовсім забитий в «золотому» матчі за звання чемпіона України, проте кияни все ж той матч програли.  Тим не менш бразилець з «біло-синіми» виграв два національних Кубка і один Суперкубок. Також у Києві відбулася весілля футболіста зі своєю дівчиною Кароліною, на якій були присутні 350 гостей. Влітку 2006 року Кароліна народила захисникові дочку, яку батьки назвали Брендою.

### «Локомотив» (Москва)

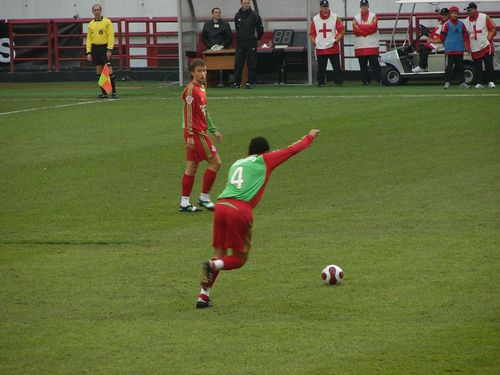
Штрафний у виконанні Родолфо за «Локомотив». 2007 рік.

Взимку 2007 року Родолфо перейшов в московський «Локомотив». Сума угоди склала 3 мільйони 700 тисяч євро. Свій перший гол у Росії бразилець забив вже у другій грі за новий клуб, головою вразивши ворота казанського «Рубіна» і незабаром став основним гравцем оборони «залізничників». У травні 2007 року Родолфо разом з «Локомотивом» став володарем Кубка Росії. Після відходу Дмитра Лоськова у середині сезону став віце-капітаном команди. Але в той же час, сезон вдалим назвати складно: у квітні Родолфо пропустив кілька тижнів через проблеми з паховими кільцями, в травні він переніс операцію на них, а в кінці липня бразилець пошкодив меніск і пропустив кілька місяців.
Наступний сезон Родолфо також почав з травм, але незабаром відправився від них і став лідером оборони «Локомотива». По закінченні сезону увійшов до списку 33 кращих гравців чемпіонату Росії за версією РФС.
Взимку з'явилися чутки про повернення Родолфо на свою батьківщину, у «Флуміненсе». Незабаром гравець підтвердив факт інтересу, але також заявив, що не збирається залишати «Локомотив». Пізніше він зізнався, що хоче повернутися в Бразилію, тільки коли йому виповниться 34 роки.
Навесні 2009 року бразилець продовжив контракт з московським клубом до 2013 року. Після відходу Дініяра Білялетдінова в англійський «Евертон» Родолфо став капітаном «Локомотива».
Першу частину сезону 2010 року Родолфо пропустив через травму, вийшовши в перший раз лише в травні. Невеликі травми мучили гравця і впродовж решти сезону, в цей же час розігралися Марко Баша і Ян Дюріца, в підсумку бразилець втратив місце в основі, виходячи зазвичай лише на заміну. В кінці сезону через травми вибули нападники Драман Траоре і Майкон, і головний тренер комани, Юрій Сьомін, перевів Родолфо в атаку. На новій позиції Родолфо несподівано відмінно проявив себе, забивши важливі голи в матчах з «Амкаром» і «Ростовом». За його словами, причина його успішної гри в нападі у роботі з легендарним бразильським форвардом Ромаріо.

#### «Греміо»
В кінці 2010 року бразилець заявив, що хотів би повернутися на батьківщину. Незабаром з'явилася інформація, що в його придбанні зацікавлений «Флуміненсе», за який він вже виступав з 2002 по 2004 роки. Пізніше гравець підтвердив цю інформацію, але зазначив, що вирішив залишитися в «Локомотиві».
Проте наприкінці січня заявив про своє бажання пограти в Бразилії і президент «Локомотива» Ольга Смородська після особистої бесіди з бразильцем погодилася відпустити його в «Греміо» в оренду строком на один рік.

### «Васко да Гама»
3 січня 2012 року перейшов в «Васко да Гама».

### «Терек»

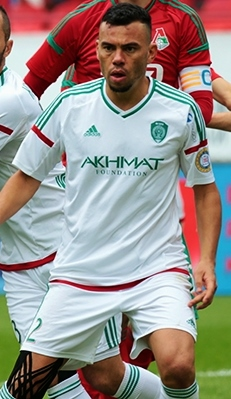
Родолфо під час виступів за «Терек». 2015 рік.

6 березня 2015 року Родолфо перейшов в «Терек», підписавши з грозненским клубом контракт до кінця сезону. 31 травня 2015 року продовжив контракт з Тереком, на рік.

## Кар'єра в збірній
У складі олімпійської збірної Бразилії брав участь в одному відбірковому матчі до Олімпіади-2004.

## Статистика сезонно
| Клуб              | Сезон             | Ліга | Ліга | Кубки | Кубки | Конт.кубки | Конт.кубки | Всього | Всього |
| Клуб              | Сезон             | Ігри | Голи | Ігри  | Голи  | Ігры       | Голи       | Ігри   | Голи   |
| ----------------- | ----------------- | ---- | ---- | ----- | ----- | ---------- | ---------- | ------ | ------ |
| Флуміненсе        | 2001              | 0    | 0    | 0     | 0     | 0          | 0          | 0      | 0      |
| Флуміненсе        | 2002              | 2    | 0    | 0     | 0     | 0          | 0          | 2      | 0      |
| Флуміненсе        | 2003              | 38   | 5    | 0     | 0     | 4          | 1          | 42     | 6      |
| Флуміненсе        | 2004              | 25   | 3    | 0     | 0     | 0          | 0          | 25     | 3      |
| Флуміненсе        | Всього            | 65   | 8    | 0     | 0     | 4          | 1          | 69     | 9      |
| Динамо            | 2004/05           | 22   | 3    | 4     | 1     | 8          | 0          | 34     | 4      |
| Динамо            | 2005/06           | 31   | 3    | 4     | 0     | 2          | 0          | 37     | 3      |
| Динамо            | 2006/07           | 3    | 1    | 2     | 0     | 5          | 0          | 10     | 1      |
| Динамо            | Всього            | 56   | 7    | 10    | 1     | 15         | 0          | 81     | 8      |
| Локомотив         | 2007              | 17   | 3    | 6     | 0     | 4          | 0          | 27     | 3      |
| Локомотив         | 2008              | 26   | 0    | 1     | 1     | 0          | 0          | 27     | 1      |
| Локомотив         | 2009              | 24   | 3    | 1     | 0     | 0          | 0          | 25     | 3      |
| Локомотив         | 2010              | 16   | 2    | 0     | 0     | 2          | 0          | 18     | 2      |
| Локомотив         | Всього            | 83   | 8    | 8     | 1     | 6          | 0          | 97     | 9      |
| → Греміо          | 2011              | 1    | 0    | 0     | 0     | 0          | 0          | 1      | 0      |
| → Греміо          | Всього            | 1    | 0    | 0     | 0     | 0          | 0          | 0      | 0      |
| Васко да Гама     | 2012              | 6    | 1    | 0     | 0     | 0          | 0          | 6      | 1      |
| Васко да Гама     | Всього            | 6    | 1    | 0     | 0     | 4          | 1          | 69     | 9      |
| Терек             | 2015              | 0    | 0    | 0     | 0     | 0          | 0          | 0      | 0      |
| Терек             | Всього            | 0    | 8    | 0     | 0     | 0          | 0          | 0      | 0      |
| Всього за кар'єру | Всього за кар'єру | 211  | 24   | 18    | 2     | 25         | 1          | 254    | 27     |

## Досягнення
«Флуміненсе»
- Чемпіон штату Ріо-де-Жанейро (Ліга Каріока) (1): 2002

«Динамо» (Київ)
- Володар Кубка України (2): 2004/05, 2005/06
- Володар Суперкубка України (1): 2006

«Локомотив» (Москва)
- Володар Кубка Росії (1): 2006/07

## Особисте життя
Одружений з Кароліною, має двох дочок — Бренду (2006 р.) і Жиованну (2010 р.р.).